# هانا میلز
هانا میلز (انگلیسی: Hannah Mills؛ زادهٔ ۲۹ فوریهٔ ۱۹۸۸) قایقران قایق بادبانی اهل بریتانیا است.